# European Tour 1977
Albums de Carla Bley
Dinner Music
(1977) Musique Mecanique
(1978)
European Tour 1977 est un album live de la pianiste et compositrice de jazz américaine Carla Bley, sorti en 1978 chez Watt/ECM.
Si Steve Swallow ne figure pas sur l'album, remplacé par Hugh Hopper, c'est la première apparition du saxophoniste Gary Windo.
Cet album est le premier sur lequel apparaît le titre Wrong Key Donkey, un morceau plein de dissonances qui accompagnera Bley. Spangled Banner Minor and Other Patriotic Songs joue avec plusieurs hymnes nationaux, avec notamment une revisitation de The Star-Spangled Banner mêlé à l'Appassionata de Beethoven, avec un résultat aussi sérieux qu'hilarant.

## Liste des pistes
Toute la musique est composée par Carla Bley.
| No | Titre | Durée |
| -- | --- | ----- |
| 1. | Rose and Sad Song                                                                                                 | 11:11 |
| 2. | Wrong Key Donkey                                                                                                  | 7:52  |
| 3. | Drinking Music | 4:26  |
| 4. | Spangled Banner Minor and Other Patriotic Songs (Flags, And Now The Queen, King Korn And The New National Anthem) | 19:17 |

## Personnel
- Terry Adams : piano
- Carla Bley : orgue, saxophone ténor
- John Clark : cor, guitare
- Andrew Cyrille : batterie
- Elton Dean : saxophone alto
- Hugh Hopper : guitare basse, grosse caisse
- Michael Mantler : trompette
- Roswell Rudd : trombone
- Bob Stewart (en) : tuba
- Gary Windo : saxophone ténor